# Plectranthias retrofasciatus
Plectranthias retrofasciatus is een straalvinnige vissensoort uit de familie van zaag- of zeebaarzen (Serranidae). De wetenschappelijke naam van de soort werd voor het eerst geldig gepubliceerd in 1979 door Fourmanoir & Randall.